# Sons of the Forest
Sons of the Forest ist ein Survival-Horror-Spiel des kanadischen Entwicklerstudios Endnight Games und der Nachfolger des 2018 veröffentlichten The Forest. Das Spiel erschien zunächst nach mehrmaliger Verschiebung am 23. Februar 2023 im Early-Access-Status für Microsoft Windows auf Steam. Der Release
der Vollversion erfolgte fast genau ein Jahr später am 22. Februar 2024.
Die Handlung von Sons of the Forest setzt nach den Ereignissen des Vorgängerspiels The Forest an. Der Spieler schlüpft in die Rolle eines Reporter auf der Suche nach einem vermissten Milliardär.

## Spielprinzip
Der Spieler steuert seine Figur abermals aus der Ego-Perspektive. Dieser stürzt mit einem Hubschrauber auf einer großen Insel entweder im Meer, in einem Schneegebiet oben auf einem Berg, direkt in einem dichten Waldgebiet oder am Ufer ab und muss versuchen so lange wie möglich zu überleben. Dabei wird er mit Problemen wie Hunger, Durst, Kälte und mit extremen Wetterlagen konfrontiert und muss Essen, sauberes Wasser und Kleidung finden, um diesen extremen Bedingungen standzuhalten. Außerdem muss er sich eine Basis bzw. einen Unterschlupf aus dem Holz der Bäume des Waldes bauen, um sich den Angriffen der insbesondere in der Nacht auftauchenden Kannibalen, Ureinwohnern und Mutanten zu erwehren. In den ersten Nächten tauchen meist nur vereinzelt schwächere Gegner auf, während es im späteren Spielverlauf immer mehr und stärkere werden. Die Kannibalen versuchen, die Unterkunft des Spielers anzugreifen und zu zerstören. Sobald der Spieler stirbt, wird er im Lager der Kannibalen an einen Pfahl gebunden und muss sich mit einem Messer von diesem befreien, um seinen Rucksack mit seinen gesammelten Gegenständen zurückzubekommen. Die offene Spielwelt ist vollständig frei erkundbar, wobei bestimmte Bereiche erst im späteren Spielverlauf mit ausreichender Kleidung und Ausrüstung für den Spieler erreichbar sind. Der Spieler kann Essen und Wasser in bestimmten Gebieten wie bspw. Lagern von Kannibalen finden oder Tiere wie etwa Hirsche, Hasen, Eichhörnchen und Elche jagen und töten. Die Haut der größeren Tiere kann zudem zu Kleidung weiterverarbeitet werden, um sich vor Kälte und niedrigen Temperaturen zu schützen und kann zudem als Rüstung verwendet werden, um mehr Lebenspunkte zu erhalten und nicht so schnell zu sterben.
Der Spieler wird neben den Kannibalen und Ureinwohnern vereinzelt von Mutanten attackiert, welche deutlich mehr Lebenspunkte besitzen und oftmals übernatürliche Fähigkeiten besitzen. Diese tauchen meist in Höhlen und in größeren Gruppen von Kannibalen im weiteren Spielverlauf auf. Der Spieler kann sich mit Waffen wie Äxten, Bögen, Speeren, Armbrüsten und Elektroschockpistolen sowie Schusswaffen, darunter Pistolen und Schrotflinten, gegen die Kannibalen verteidigen. Es ist zudem möglich, selbst Kannibalismus zu betreiben, indem der Spieler die Körperteile der Gegner abhackt und verspeist. Die Körperteile, vor allem die Köpfe, können zudem verwendet werden, um angreifende Gegner abzuschrecken. Um zu überleben, und vor den Angriffen der Kannibalen geschützt zu sein, muss der Spieler einen Unterschlupf bauen. Dabei stehen ihm verschiedene Gebäudearten und Typen zur Verfügung. So ist von einem einfachen Zelt über ein Strandhaus bis hin zu einem Baumhaus alles möglich und der Spieler kann seinen Unterschlupf nach Belieben ausbauen, erweitern und seine gesammelten Gegenstände dort verstauen. Der Unterschlupf muss ausreichend abgesichert werden. Dies kann er beispielsweise durch Mauern, Fallen und gewisse Konstruktionen, die Feinde vertreiben, tun. Auch ein abgelegener Standort, der für die Kannibalen nicht so leicht erreichbar ist, hilft. Die Verfolgung der Hauptgeschichte ist optional und kann nach Belieben fortgesetzt oder ignoriert werden. So kann der Spieler die Geschichte erleben und unter Umständen bessere Waffen und Ausrüstung freischalten, oder er kann sich voll und ganz auf aufs Überleben und Bauen konzentrieren und mit den Sachen arbeiten, die er in der Spielwelt findet.

### Spielwelt und Umgebung
Die Spielwelt von Sons of the Forest umspannt eine Fläche, die etwa vier- bis fünfmal so groß wie die des Vorgängers ausfällt. Wechselnde Jahreszeiten sollen direkten Einfluss auf das Spielgeschehen haben. So färben sich die Blätter des Waldes im Herbst orange und fallen von den Bäumen, im Winter bedeckt Schnee die Spielwelt und auch die Tierwelt reagiert auf die Wetterbedingungen. So legen Schildkröten im Sommer ihre Eier und der Spieler kann je nach Jahreszeit auf andere Nahrungsquellen stoßen.
Die aus The Forest bekannte KI-Technik namens V.A.I.L. wird in Sons of the Forest komplett überarbeitet: Sie soll jetzt deutlich komplexer funktionieren, schlauer agieren und so noch mehr Horror erzeugen. Feinde bekommen verschiedene Gefühlszustände wie Angst, Müdigkeit, Wut und Langeweile, was sich in Verhaltensvariationen ausdrückt, außerdem interagieren die Lebewesen in der Spielwelt nun mehr miteinander. Die KI kann jetzt Seilrutschen benutzen, um in den Unterschlupf des Spielers zu gelangen und kann des Weiteren nun Ressourcen des Spielers stehlen. In Sons of the Forest soll es neue Gegner und Mutanten geben, wie etwa ein Tentakelwesen namens „Fingers“, sowie ein Zwillingswesen namens „Twins“. Der aus The Forest bekannte aus Fleischstücken zusammengesetzte Mutant „Wurm“ wurde hingegen, aufgrund des Feedbacks der Spieler, aus dem Spiel entfernt. Der Spieler soll sich mit einer roten Maske, die er im Verlauf des Spiels findet, an den Ureinwohnern vorbeischleichen können, um so eine direkte Attacke zu vermeiden. Sobald der Spieler Wasser betritt, verfällt dieser Schutz.
Solo und Koop-Spieler bekommen zudem durch einen KI-gesteuerten NPC namens „Kelvin“ einen Begleiter, der für einen Aufgaben übernehmen und bei Angriffen behilflich sein kann. Der Spieler kritzelt seine Forderungen in ein Notizbuch und der Begleiter kann so bspw. Holz hacken oder beim Bauen helfen. Der Spieler muss seinen Begleiter, allerdings Ruhepausen gewähren und ihn trinken lassen, andernfalls soll er wütend werden. Der Spieler kann Kelvin aber auch töten und das Spiel ohne ihn bestreiten. Eine weitere Begleiterin ist die dreibeinige und dreiarmige „Virginia“, die in der Spielwelt anzutreffen ist und den Spieler immer mal wieder beobachtet und sich ihm nähert. Der Spieler muss jedoch nach einer gewissen Zeit ihr Vertrauen gewinnen und langsam mit ihr Kontakt aufnehmen, um sie als Begleiterin anzuheuern. Begleiter können den Spieler zudem auf Feinde hinweisen und mit Waffen ausgestattet werden, um den Spieler zu verteidigen. Begleiter können im Kampf gegen Kannibalen und Ureinwohnern nicht getötet, jedoch zu Boden geschlagen werden und müssen vom Spieler wiederbelebt werden. Zudem können weitere Begleiter im weiteren Spielverlauf freigeschaltet werden, es kann jedoch nur einer gleichzeitig aktiv sein.

### Crafting
Sons of the Forest bietet ein komplett neues Bausystem, welches in zwei Vorgehensweisen unterteilt wird. In dem ersten Verfahren werden die Blaupausen des Vorgängers, die der Spieler in die Welt setzte und dort die benötigten Baumaterialien wie Holz, Stöcke und Blätter platzierte, durch das interaktive Platzieren einzelner Objekte erweitert. So werden Fenster und Türen in etwa in bestehende Wände gehackt, Bäume werden nicht mehr als ganze Stämme verarbeitet, sondern können nun in mehrere Teile zerhackt und geteilt werden, so werden beispielsweise Böden nun aus zerteilten Baumstämmen, statt aus ganzen gebaut. Palisaden werden hingegen nun als Stämme direkt gesetzt und die Pfähle müssen manuell mit der Axt zugespitzt werden. Lagerfeuer werden nun durch das manuelle Platzieren von Stöcken und Steinen auf dem Boden gefertigt. In der zweiten Vorgehensweise werden hingegen bestimmte Konstruktionen und Einrichtungsgegenstände wie bspw. Unterstände, Betten, Tische, Stühle und Lager für Steine und Holz weiterhin in Blaupausen gebaut. Kannibalen können den Spieler dabei behindern, indem sie seine Baumstämme wegschleifen. Auch kann, im Gegensatz zum Vorgänger, mit einer Schaufel Löcher in den Boden gegraben werden, oder in der Spielwelt zu findende Gräber aufgegraben werden. Auch können jetzt Gegenstände mit einem 3D-Drucker hergestellt werden.
Sons of The Forest wird im Kampf weiterhin den Fokus auf den Nahkampf haben, dennoch wird der Spieler im weiteren Spielverlauf, Schusswaffen wie Pistolen und Schrotflinten finden und im Kampf gegen Kannibalen einsetzen können. Munition soll begrenzt und schwierig zu finden sein.

## Entwicklung
Sons of the Forest wurde erstmals am 13. Dezember 2019 auf den Game Awards 2019 angekündigt. Am selben Tag folgte ein erster Ankündigungstrailer. Sons of the Forest sollte ursprünglich bereits im Jahr 2021 erscheinen. Am 1. Dezember 2021 gaben die Entwickler allerdings bekannt, dass sich der Release auf den 20. Mai 2022 verschieben würde. Am 28. März 2022 wurde eine Verschiebung auf Oktober 2022 bekanntgegeben. Als Gründe gaben die Entwickler an, dass sie in den vergangenen Wochen realisiert hätten, dass der Mai 2022 als „zu ehrgeizig“ gewählt worden sei. Am 1. September 2022 wurde die Veröffentlichung ein weiteres Mal auf den 23. Februar 2023 verschoben. Im Januar 2023 erhielt IGN exklusive Einblicke in das Spiel, zeigte erstes Gameplay und gab einen Einblick in die neuen Spielmechaniken.
Am 5. Februar 2023 gab der Entwickler bekannt, dass das Spiel, wie sein Vorgänger, zunächst im Early-Access-Status auf Steam erscheinen werde. So sollen bis zum vollständigen Release noch Inhalte ergänzt werden. Sons of the Forest soll etwa sechs bis acht Monate im Early-Access verweilen. Das Spiel erschien für einen Verkaufspreis von rund 30 US-Dollar bzw. Euro auf Steam. Das Spiel ist exklusiv für Microsoft Windows erschienen. Konsolen-Umsetzungen seien derzeit nicht geplant.
Der Release der 1.0-Version erfolgte schließlich am 22. Februar 2024. Der Preis für das Spiel blieb unverändert. Die Vollversion fügt unter anderem neue Mutanten, ein Krankheitssystem, wenn der Spieler ungefiltertes Wasser zu sich nimmt, neue Bauoptionen und Gegenstände sowie einen Kreativmodus, bei dem man von Anfang an sämtliche Items im Inventar hat und Gebäude sofort platziert werden können, ins Spiel ein.

## Rezeption
Sons of the Forest hat sich innerhalb der ersten 24 Stunden nach Veröffentlichung über 2 Millionen Mal verkauft und war am Erscheinungstag mit mehr als 250.000 gleichzeitigen Spielern das meistgespielte Spiel auf Steam. Damit rangiert das Survival-Horror-Spiel auf dem dritten Platz der erfolgreichsten Veröffentlichungen auf Steam, nach Counter-Strike: Global Offensive und Dota 2.
Kurz nach Erscheinen konnte das Spiel überdurchschnittlich viele positive Nutzerrezensionen auf der Verkaufsplattform verzeichnen. Darin fanden Spieler sowohl Lob für das vielfältige und im Vergleich zum Vorgänger ausgebaute Gameplay, als auch Kritik für den zu dem Zeitpunkt eher geringen Gesamtumfang zu einem hohen Preis für einen Early-Access-Titel.
IGN lobte in einem Test der Vorabversion die spürbaren inkrementellen Verbesserungen aller Aspekte, die den Vorgänger auszeichneten. Bis zur Veröffentlichung sei noch Nacharbeit an Performanz, Zwischensequenzen und dem Storyfinale nötig. GamesRadar+ begrüßte die diversen Vereinfachungen des Überlebens in der Natur, wie die Unterstützung durch Kelvin, was dem Spieler ausreichend Freiraum zur Erkundung der Spielwelt und das Verfolgen der Handlung einräume. Leicht sei das Spiel dadurch nicht, aber der Fokus im Vergleich zu anderen Open-World-Survival-Spielen ein merklich anderer. Ausbaupotential bis zur Veröffentlichung hätten die zur Verfügung stehenden Konstruktionen.